# Moritz Maria Weittenhiller

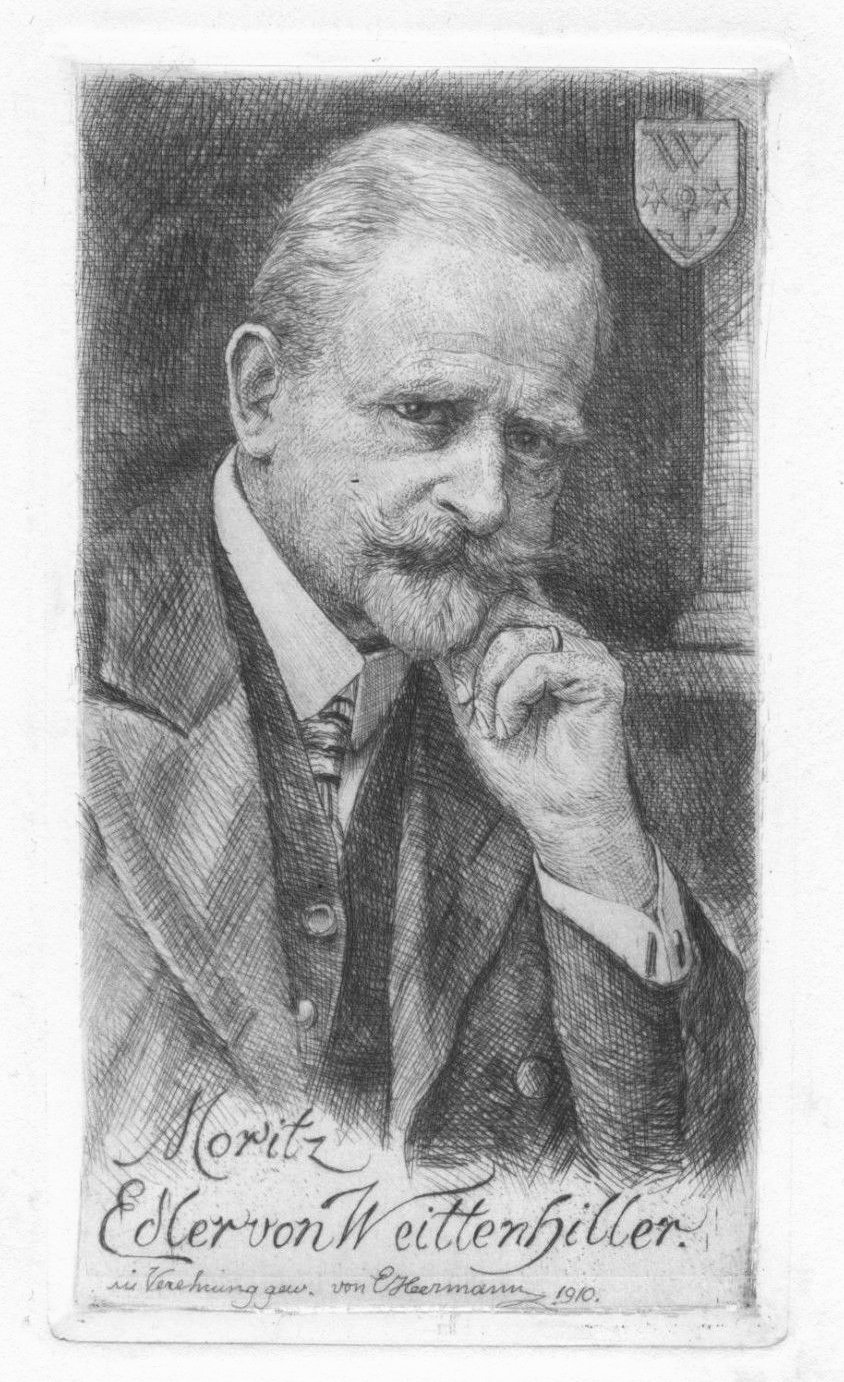
Exlibris Moritz Edler von Weittenhiller, radiert von Erich Heermann (1910)

Mori(t)z Maria Edler von Weittenhiller (* 8. September 1847 Wien; † 18. Februar 1911 Bozen) war ein österreichischer Genealoge und Heraldiker.

## Leben und Werk
Moritz Maria war der Sohn des Großhändlers Friedrich Edler von Weitenhiller und seiner Ehefrau Anna geb. Fleischhacker. Die Familie lässt sich bis 1643 zurückverfolgen und stammt aus Kärnten.
Bekannt wurde Weittenhiller als Autor und Zeichner am Neuen Siebmacher ab 1884. Hier war er wesentlich am Standardwerk über den Salzburger Adel und seine Wappen beteiligt. Er war ein k. u. k. Beamter. Gemeinsam mit anderen Persönlichkeiten gründete er 1903 die „Österreichische Exlibris-Gesellschaft“.
Weittenhiller war Kanzler des Deutschen Ritterordens.

## Werke
- Genealogisches Taschenbuch der Ritter-und Adelsgeschlechter, Brünn, Wien ab 1876. 5 von 6 Bänden. Digitalisat Jg. 2, Digitalisat Jg. 3, Digitalisat Jg. 4, Digitalisat Jg. 5, Dankeswort der Redaktion Digitalisat in Jg. 6.
- Der Salzburgische Adel. In: J. Siebmacher’s großes und allgemeines Wappenbuch, Bd. 4. / Abt. 6. Bauer & Raspe E. Küster, Nürnberg 1883.
- Die Wappen des Adels in Salzburg, Steiermark und Tirol, Zusammenarbeit mit Johann Baptist Witting und Otto Titan von Hefner; Reprint: Degener & Co., Neustadt an der Aisch 1979. ISBN 3-87947-028-6.